# Bertrand Jestaz
Bertrand Jestaz, né en 1939, est un historien de l'art français, spécialiste de la Renaissance française et italienne et de l'art classique français.

## Biographie
Formé à l'École des chartes, il a consacré sa thèse d'archiviste paléographe à Jules Hardouin-Mansart (1962) et suit en parallèle les cours de l'École du Louvre. Il fait partie des élèves de Pierre Verlet. À sa sortie de l'École des chartes, il est nommé au département des Objets d'art du musée du Louvre, puis à l'École française de Rome. Comme conservateur, il a organisé plusieurs expositions dont (avec Daniel Alcouffe et Colombe Samoyault-Verlet) Dix siècles de joaillerie française (Louvre, 1962), (avec Michel Laclotte et Sylvie Béguin) L'École de Fontainebleau (Grand Palais, 1972-1973).
En  1980, il a succédé à André Chastel à la chaire d'histoire de l'art de la Renaissance à l'École pratique des hautes études. Parallèlement, il a été professeur à l'École du Louvre et à l'École des chartes jusqu'en 2003.

## Ouvrages
- Le Voyage d'Italie de Robert de Cotte, Paris : De Boccard, 1966
- (collectif) Le Palais Farnèse, Rome : École française de Rome, 1977-1994
- L'Art de la Renaissance, Paris : Mazenod, 1984. 2e éd., Paris : Mazenod, 2007
- L'Hôtel et l'Église des Invalides, Paris : CNMHS-Picard, 1990
- La Renaissance de l'architecture : de Brunelleschi à Palladio, coll. « Découvertes Gallimard / Arts » (no 242), Paris : Gallimard, 1995
- (collectif) Art et artistes en France, de la Renaissance à la Révolution, Bibliothèque de l'École des Chartes, tome 161, janvier-juin 2003
- Jules Hardouin-Mansart, Paris, Picard, 2008, 2 vol. (Prix Eugène-Carrière de l’Académie française 2009)

- Monuments vénitiens de la première Renaissance, Paris, Éditions Picard, 2017 (Prix d’Académie de l’Académie française 2018)